# Евлычъёган
Евлычъёган (устар. Евлыч-Юган) — река в Приуральском районе Ямало-Ненецкого АО. Устье реки находится на 20-м км по левому берегу реки Собь. Длина реки 18 км, на 3-м км по левому берегу впадает приток Саранъёль.

## Данные водного реестра
По данным государственного водного реестра России относится к Нижнеобскому бассейновому округу, водохозяйственный участок реки — Обь от впадения реки Северная Сосьва до города Салехард, речной подбассейн реки — бассейны притоков Оби ниже впадения Северной Сосьвы. Речной бассейн реки — (Нижняя) Обь от впадения Иртыша.
Код объекта в государственном водном реестре — 15020300112115300031968.